# آنتیاس جواهر
آنتیاس جواهر (نام علمی: Pseudanthias bartlettorum) نام یک گونه از زیرخانواده آنتیاس‌ها است.